# Урсары

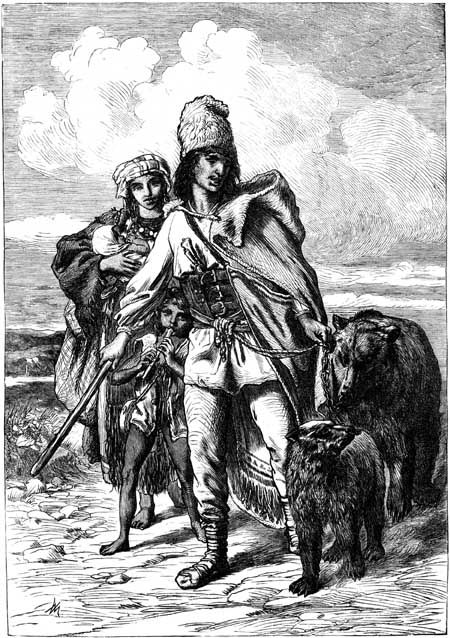
Урсарская семья с медведем. Трансильвания, Семиградье. Гравюра 1869 года

Болгарский урсар (1970 год)

Урса́ры (от рум. urs — «медведь», болг. мечкари) — одна из цыганских этнопрофессиональных групп, занимающаяся дрессировкой медведей. Промысел урсаров был широко распространен в Дунайских княжествах и на примыкающих к ним территориях. После отмены рабства цыган, во второй половине XIX века урсары начали гастролировать по всей Европе, включая Францию и Германию; появлялись они и в Российской империи, включая Москву и Санкт-Петербург. Со временем изначальная этническая группа переключилась на кузнечное дело и другие ремёсла.
В Молдавии до сих пор имеются сёла, большинство населения которых составляют урсары. Это Урсары Каларашского района и Вулкэнешть Ниспоренского района.
В настоящее время представлениями с дрессированными медведями занимаются урсары Болгарии. Интересно, что эти цыгане не связаны кровно с «историческими» цыганоязычными урсарами. В XVII—XVIII столетиях часть румыноязычных рударов (лингураров) мигрировала из Дунайских княжеств и сменила род занятий. Заняв свободную «нишу» дрессировщиков, они получили новое название «по профессониму». Эти цыгане продолжают выступления в городах Болгарии и в XXI веке.

## Этимология
Слово «урсар» в переводе с восточно-романских языков означает «вожак медведя» и восходит к латинскому корню-основе лат. ursus «медведь», что позволяет утверждать, что этнографически группа оформилась именно на территории восточно-романских земель. Впервые слово «урсар» зафиксировано в описях XVIII века. Само занятие урсаров было описано ещё византийскими летописцами. Позднее о нём писал и Пушкин, сосланный в Бессарабию:

Алеко с пеньем зверя водит,

Старик лениво в бубны бьёт.

Земфира поселян обходит,

И дань их вольную берёт.

## В культуре
В произведении французского писателя Виктора Гюго «Человек, который смеётся» был персонаж Урсус, одетый в шкуру медведя, он бродил по свету со своим приручённым волком и давал представления.
В рассказе русского писателя Всеволода Михайловича Гаршина «Медведи» 1883 года, на окраине города собрались цыганские таборы, с прирученными медведями, которые долгие годы были кормильцами своих хозяев.